# Castelo de Ooidonk
Castelo Ooidonk (holandês: Kasteel Ooidonk) é um castelo na cidade de Deinze, Flandres Oriental, Bélgica. Sua construção remonta ao século XVI. O castelo é a residência do atual Conde t'Kint de Roodenbeke. O Castelo de Ooidonk está situado a uma altitude de 11 metros.

## História

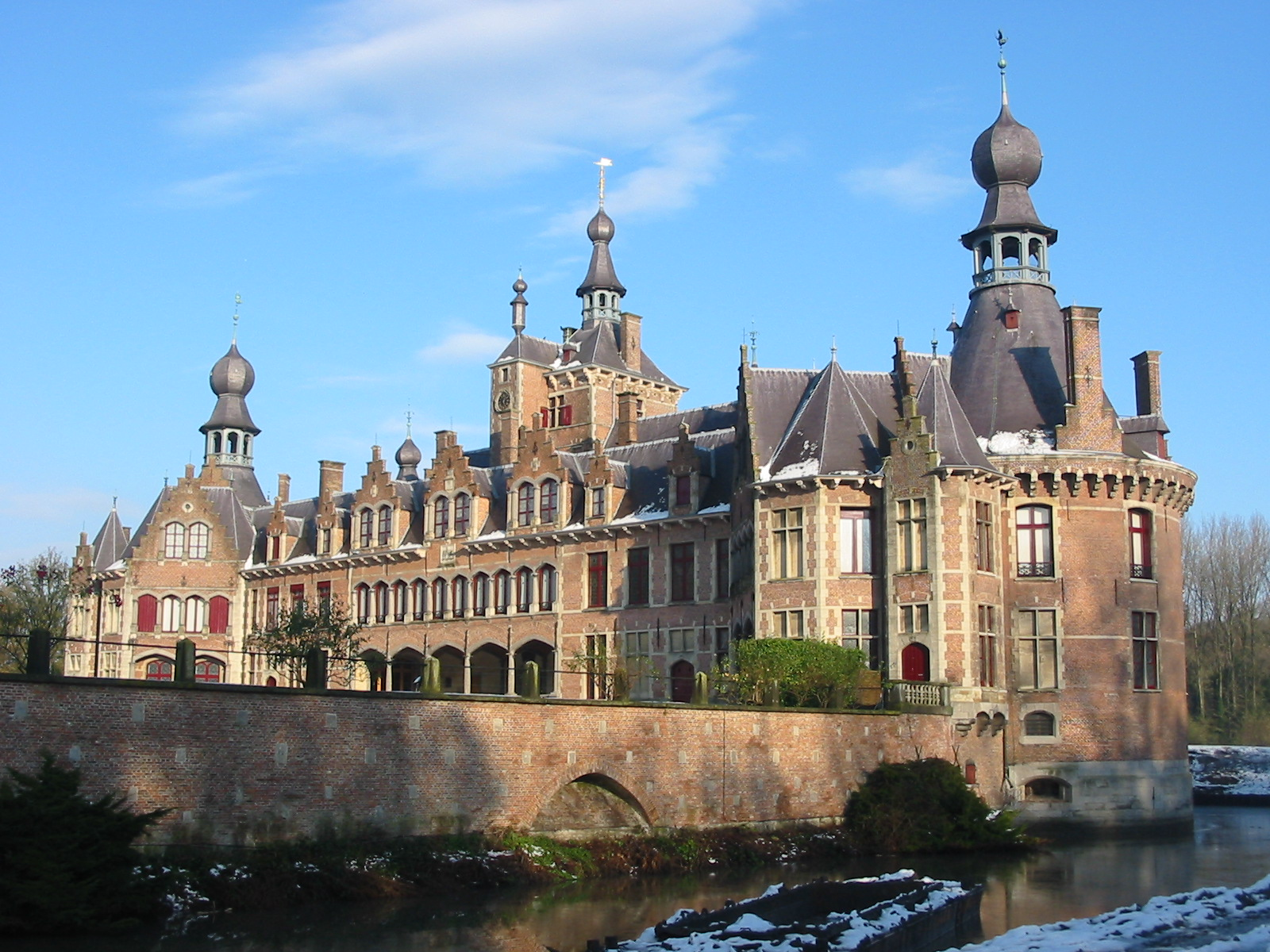
O Castelo de Ooidonk, visto de trás

Ooidonk já é mencionado em 1230: "Nicolas, capelão de Hodunc".
Uma fortaleza foi construída pela primeira vez no local do atual castelo, destinada a defender a cidade de Ghent e a fortificar o rio Leie. Esta fortaleza pertencia a Jean de Fosseux, senhor de Nevele.
O castelo foi destruído pela primeira vez em 1491 pelo povo de Ghent em revolta contra Maximiliano da Áustria.
Em 1568, Philippe II de Montmorency-Nivelle, conde de Hornes, senhor de Nevele e dono da propriedade foi decapitado, junto com o conde de Egmont, pelo duque de Alba em Bruxelas.
Em 1579, durante as guerras religiosas, o castelo, indefeso, foi destruído pelos calvinistas de Ghent.
As ruínas e as terras foram posteriormente adquiridas por Martin della Faille, um notável comerciante de Antuérpia. Ele reconstruiu o castelo em estilo renascentista e o transformou em um local de residência em estilo hispano-flamengo.
Em 1864, o castelo e as terras foram adquiridos por Henri t' Kint de Rodenbeke, que se tornou Presidente do Senado e Ministro de Estado. Ele restaurou e transformou o castelo.
Agora é propriedade privada do Conde Henry t'Kint de Roodenbeke, filho do falecido Conde Juan t'Kint de Roodenbeke.
Em 1944, o castelo foi classificado como um marco protegido. Em 1980 foram também classificadas outras construções à sua volta e, em 1995, o resto do espólio. O Castelo de Ooidonk está aberto ao público de 1º de abril a 15 de setembro, e o parque (com seu jardim francês) pode ser visitado o ano todo.